# Marie André Poniatowski
Prince Marie Andrzej Poniatowski (Parijs, 15 juni 1921 - Anna Jacobapolder / Sint Philipsland (Nederland), 22 januari 1945) was onderluitenant tijdens de Tweede Wereldoorlog bij de 1e Poolse Pantserdivisie van generaal Stanislaw Maczek. Marie André is zoon van Andrzej John Willard (San Francisco, 13 december 1899 - 1977) en Frances Lawrance (Bayshore - New York, 22 juli 1901 - 1989)

## De adellijke familie Poniatowski in Frankrijk
De leden van de adellijke familie Poniatowski in Frankrijk zijn afstammelingen van de Poolse Prins Józef Poniatowski, die door Napoleon tot maarschalk werd benoemd in 1813. In februari 1940 deed de Société d’Études et d’Application Mécanique (SEAM), een bedrijf van prins Marie André Poniatowski, een belangrijk Frans ingenieur en afstammeling van het Poolse koningsgeslacht, het voorstel om een alternatieve superzware tank te bouwen. Het betrof een reusachtig voertuig van circa 220 ton (met twee 925 pk Hispano-motoren via een petro-elektrische transmissie). Het type zou met zijn twaalf meter lengte en vijf meter breedte dankzij een betere lengte-breedte-verhouding het sturen vereenvoudigen. Voor transport kon de tank overlangs in twee delen gesplitst worden. Het ministerie van defensie wees dit onhaalbare project al op 20 april 1940 af.

## Onderluitenant onder generaal Maczek
Marie André diende als onderluitenant onder Maczek in de 1e Poolse Pantserdivisie. Na de landing in Normandië en de bevrijding van België, overwinterde de divisie in Nederland. Daar werd hij in Sint-Philipsland getroffen door een geweerkogel tijdens gevechten met Duitse soldaten terwijl hij in de opening van zijn tank stond. Een verslag van de gebeurtenissen die dag door kapitein Jan Potworowski is te lezen in het werk "The soldiers of General Maczek". De Poolse oud-strijder Sylwester Bardzinski getuigde tijdens de herdenking op de Poolse militaire begraafplaats in Grainville-Langannerie in Frankrijk in  2009, naar aanleiding van 65 jaar bevrijding, over de eenvoud en kameraadschap van Poniatowski als onderluitenant tussen zijn soldaten. Poniatowsky werd niet begraven in Nederland, maar op de algemene begraafplaats te Merksplas (België). Later werd hij begraven bij zijn familie in Frankrijk op de roman Catholic Cemetery te Mont-Notre-Dame (departement L’Aisne).

## Decoratie
- Zilveren Kruis in de Orde Virtuti Militari[1]

## Nagedachtenis in Nederland
Te Anna Jacobapolder werd op 20 maart 2008 op de uit Breda overgebrachte cenotaaf van de Nederlandse stoter Piet Avontuur (1920-1945) een gedenksteen onthuld met de tekst: "Met hem vielen tijdens de Duitse aanval in de nacht van 22 op 23 januari 1945: Prins Marie Andrzej Poniatowski, Bronislaw Pawalka, Boleslaw Podedworny, Percy Thomas Baugh, Eric Francis Bell, Karel Snijders."